# Студія «Джерельце»
«Джерельце» — дитяча християнська музично-драматична студія, що була заснована у 2003 році у місті Здолбунів, Рівненська область, при церкві євангельських християн «Джерело життя» [Архівовано 28 вересня 2011 у Wayback Machine.].

## Історія
Точкою відліку дитячої музично-драматичної студії «Джерельце» є 2000 рік. Але робота з дітьми почалася ще в 1998-му. Саме тоді Анжела Чудовець згуртувала навколо себе колектив однодумців, які свої вміння, талант, здібності, творчі задуми вирішили вкладати в цей маленький дитячий паросток. Студію почали відвідувати діти. Долучалися й дорослі: батьки й бабусі студійців.
Готувалися до музично-театральних виступів, присвячених християнським святам, таким як: Різдво, Великодень, День подяки, щоб донести людям їх глибинне значення, розказати про Божу любов, про її дію в людському серці.
Репетиції вимагали значної роботи, адже, окрім роботи з акторами, слід було працювати з хором, декламаторами, займатися постановкою танців для вистав, робити музичне оформлення, виготовляти декорації, шити костюми героям.
Багаття «Джерельця» запалало в серцях багатьох людей. Так, із членів церкви «Джерело життя» утворилися швейна, творча, музична групи та група декораторів, які, як і керівники студії (які, до речі, усі педагоги), працюють безкорисливо, але з повною самовіддачею.
Сьогодні в «Джерельці» на добровільних засадах задіяно близько 30 дітей та підлітків віком від 5 до 16 років та понад 40 дорослих. Хорошою рисою студії є співдружність поколінь, адже на одній сцені виступає мама й донька, тато й син, бабуся й онуки. А об'єднує всі покоління прагнення донести людям світло добра й любові.
Метою дитячої християнської музично-драматичної студії «Джерельце» є пізнання Бога і прославлення Його шляхом розвитку талантів, здібностей та донесення вічних цінностей громадськості засобами мистецтва.
Студія також покликана виховувати дітей та підлітків на морально-етичних засадах християнства, які є підґрунтям нашого національного єства та європейськості.
За 10 років існування студії було підготовлено 50 програм (виступів), половина з яких — у рідному Здолбунові. Тепло приймали виступи «Джерельця» у Мізочі, Александрії (в оздоровчих таборах), Новограді-Волинському, Рівному, Коломиї, Сарнах. А у Львові студія виступала в Першому українському театрі для дітей та юнацтва. Всього виступи студійців відвідало 22000 глядачів, в основному діти. Усі виступи студії безкоштовні для глядачів.
Вистави «Джерельця» лунають не тільки на театральній сцені. Так, надзвичайно плідною є співпраця з радіопередачею «Зерна правди», що транслюється на Рівненську та Волинську області. Записані такі радіовистави: «Чому жабки весело кумкають», «Зірочка Різдвяна», «Ти потрібен для Господа», «Казка про порожній кошик».

## Репертуар
У репертуарі студії такі музично-драматичні вистави: «Зернятко», «Колосок», «Корабель, що ніколи не потоне», «Казка про порожній кошик», «Олеся», «Чому жабки весело кумкають?», «Різдвяна казка», «Казка про королеву квітів», «Що у світі найкраще», «Побачити янголів», «Справжнє щастя», «Подарунок Ісусові».